# Thọ Ngọc
Thọ Ngọc là một xã thuộc huyện Triệu Sơn, tỉnh Thanh Hóa, Việt Nam.
Xã Thọ Ngọc có diện tích 6,97 km², dân số năm 1999 là 6884 người, mật độ dân số đạt 988 người/km².
Xã này nằm bên tuyến kênh Nhà Lê, là tuyến đường thủy đầu tiên trong lịch sử Việt Nam từ kinh đô Hoa Lư đến Đèo Ngang và được xem là tuyến đường Hồ Chí Minh trên sông vì những đóng góp cho các cuộc chiến tranh của người Việt.